# Ruscus hyrcanus
Ruscus hyrcanus är en sparrisväxtart som beskrevs av Jurij Nikolajevitj Voronov. Ruscus hyrcanus ingår i släktet Ruscus och familjen sparrisväxter. Inga underarter finns listade i Catalogue of Life.